# Río Huequi
Río Huequi är ett vattendrag i Chile.   Det ligger i regionen Región de Los Lagos, i den södra delen av landet, 1 000 km söder om huvudstaden Santiago de Chile.
I omgivningen kring Río Huequi växer i huvudsak blandskog. Området är nästan obefolkat, med mindre än två invånare per kvadratkilometer.